# Crocidura fumosa
Crocidura fumosa es una especie de musaraña de la familia de los sorícidos.

## Distribución geográfica
Se encuentra en Kenia.

## Estado de conservación
Su principal amenaza es la pérdida de los bosques debida a la tala de árboles y a la expansión agraria.